# Suchy Groń (Pasmo Policy)

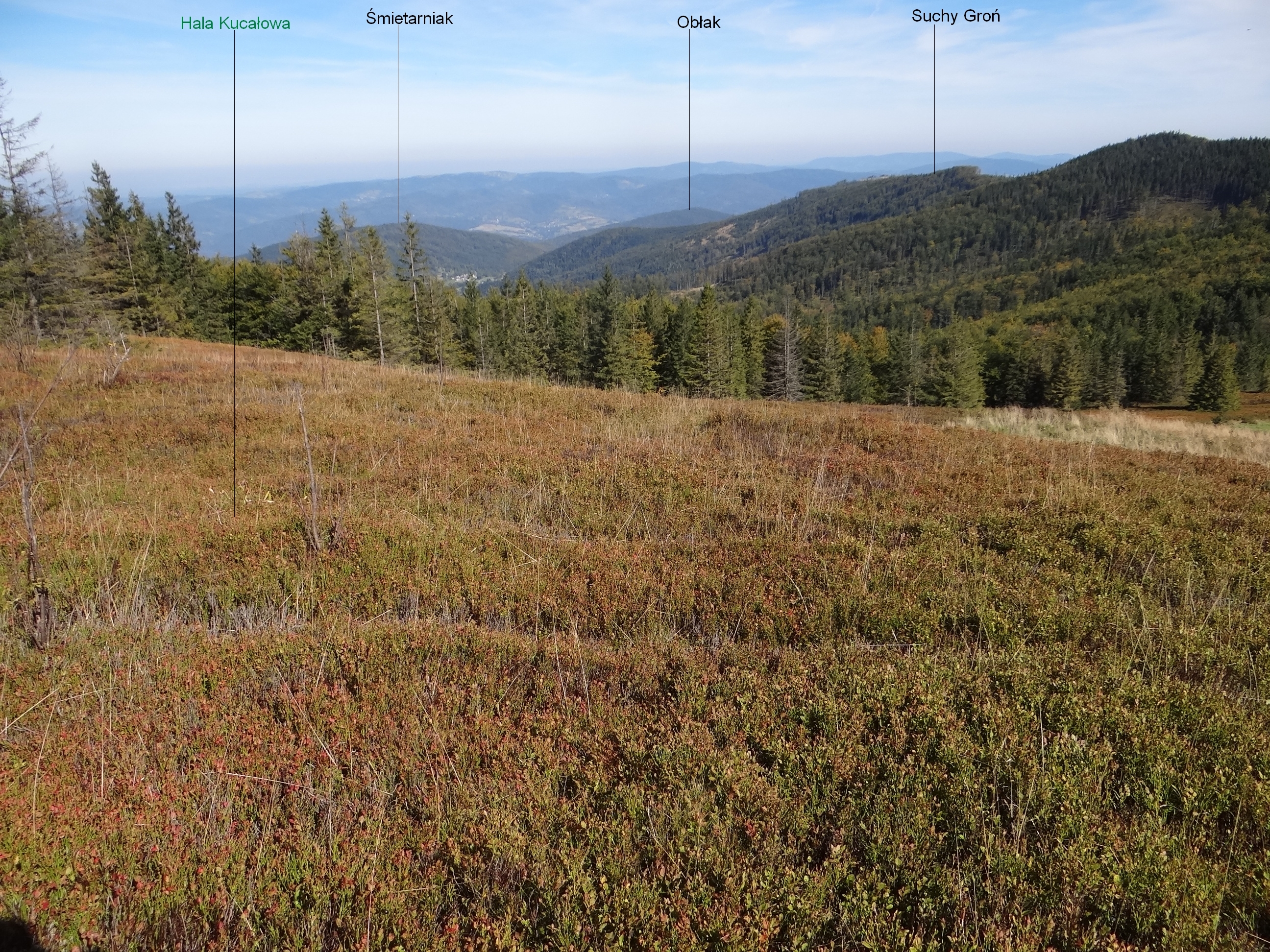
Widok z Hali Kucałowej

Suchy Groń – niewielki, boczny grzbiet górski w Paśmie Policy, które w regionalizacji fizycznogeograficznej Polski według Jerzego Kondrackiego Pasmo Policy należy do Beskidu Żywieckiego, w nowszej regionalizacji z 2018 roku do Beskidu Żywiecko-Orawskiego. Znajduje się na północno-zachodnich stokach tego pasma, na terenie miejscowości Skawica w województwie małopolskim, w powiecie suskim, w gminie Zawoja. Odchodzi od bezimiennego i niewybitnego wierzchołka 1137 m znajdującego się w głównym grzbiecie Pasma Policy, pomiędzy Okrąglicą (1239 m) a Urwanicą (1158 m) i opada w północno-zachodnim kierunku w widły potoków Skawica Sołtysia i jednego z jego dopływów.
Suchy Groń jest porośnięty lasem, ale znajduje się na nim Polana Patoręczna, będąca jednym z przysiółków (o nazwie Na Patoręcznej) miejscowości Skawica. Jest to typowy zarębek. Przez Suchy Groń prowadzi też znakowany szlak turystyczny.
Szlaki turystyczne
 Skawica – Sucha Góra – Kucałowa Przełęcz. 2:30 h, ↓  2 h